# Монтгомери (Алабама)
Монтго́мери (англ. Montgomery) — административный центр и второй по численности населения город штата Алабама, США. Также является административным центром одноименного округа Монтгомери. Расположен на реке Алабама.

## История
До европейской колонизации на левом берегу реки Алабама проживало племя алабама (от которого в дальнейшем и пошло название штата). Первым белым, посетившим эти места, был испанский исследователь Эрнандо де Сото. Возглавлявшаяся им экспедиция изучила местность в 1540 году. Следующее посещение района европейцами произошло более чем столетие спустя, когда экспедиция из Каролины спустилась по реке Алабама в 1697 году. Первым постоянным белым поселенцем в районе Монтгомери был Джеймс МакКуин, шотландский торговец, который поселился там в 1716 году. Он женился на родственнице вождя местного племени, в дальнейшем их дети ассимилировались среди индейцев.
После поражения французов в Семилетней войне усилилось проникновение англичан на территорию нынешней Алабамы. Под давлением англичан алабама и родственные им племена откочевали на юго-запад. Их место заняли племена криков, отступавшие с севера под натиском чероки и ирокезов.
В 1785 году Авраам Мордехай, ветеран Войны за независимость из сефардской еврейской семьи в Филадельфии, организовал торговый пост на берегу реки. Он также женился на индианке из местного племени. Мордехай создал первую плантацию хлопка на территории Алабамы.
Крики сопротивлялись колонизации территории, убивая белых поселенцев и разрушая фермы. Тем не менее, в результате длительных контактов с европейцами среди криков появилась и стала постепенно расширяться группа людей, стремившихся к модернизации архаичного общества туземцев. Противоречия между традиционалистами и сторонниками обновления привели сначала к гражданской войне внутри самих индейских сообществ, а затем к попытке криков и примкнувших к ним племён (при тайной поддержке Великобритании) полностью уничтожить белых на территории между Миссисипи и Атлантическим океаном. Крикская война обернулась для индейцев тяжелейшим поражением, от которого они уже не оправились. С августа 1814 года Алабама была открыта для широкомасштабной колонизации и сюда хлынул поток переселенцев. В 1816 году был образован округ Монтгомери. 
Первая группа американских поселенцев  во главе с генералом Джоном Скоттом основала город Алабама примерно в 3 километрах вниз по течению реки от современного центра города. В июне 1818 года туда был переведён из Форт-Джексона окружной суд. Вскоре после этого Эндрю Декстер основал Новую Филадельфию на Козьем холме в современной восточной части города. Новая Филадельфия быстро развивалась, и Скотт и его товарищи построили новый город рядом, называв его Восточной Алабамой. Первоначально соперничающие, города объединились 3 декабря 1819 года в единый город Монтгомери.

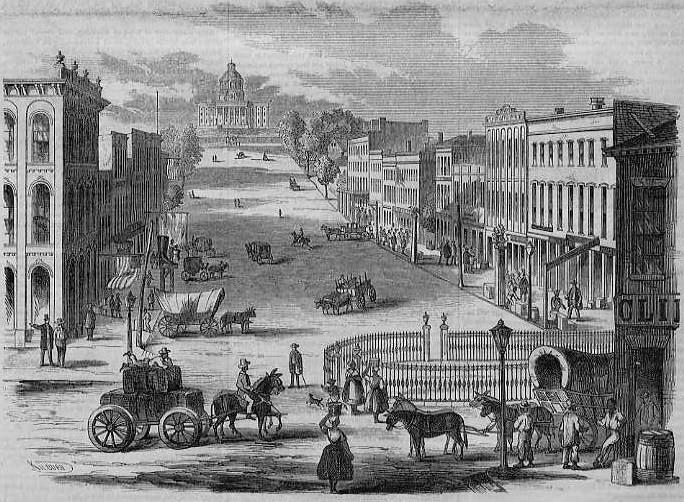
Монтгомери, 1857 год

Город быстро развивался благодаря торговле хлопком. В 1822 году он стал административным центром округа, а в 1846 в Монтгомери была перенесена из Тускалусы столица штата Алабама.
Как столица штата, Монтгомери оказывал влияние на политику на общенациональном уровне. 4 февраля 1861 года представители Алабамы, Джорджии, Флориды, Луизианы, Миссисипи и Южной Каролины встретилась в Монтгомери, чтобы создать Конфедеративные Штаты Америки. Монтгомери был назван первой столицей страны, и Джефферсон Дэвис вступил в должность президента на ступенях Капитолия Конфедерации. 12 апреля 1865 года, после битвы при Сельме, войска северян под командованием генерал-майора Джеймса Уилсона захватили Монтгомери.
В 1886 году Монтгомери стал первым городом в Соединенных Штатах создавшим систему общественного транспорта на основе трамваев. Это послужило причиной того, что город стал также одним из первых в США, где большая часть населения переехала в пригороды. Впрочем, не меньшую роль тут сыграло и усиливавшееся по мере ослабления сегрегации "бегство белых".
В 1955 году город прогремел на всю страну в связи с начавшимся бойкотом общественного транспорта чернокожими, требовавшими отмены сегрегации на транспорте. Бойкот увенчался успехом.
С середины 1970-х Монтгомери вступил в полосу упадка. Отъезд белых жителей в пригороды привёл к сокращению налоговой базы, рост численности афроамериканцев и образование обширных чёрных гетто - к росту преступности и антисанитарии, что, в свою очередь, подталкивало к переезду оставшихся белых.
В последние годы Монтгомери предпринимает активные попытки диверсифицировать свою экономику. Активное восстановление идёт в центре города, согласно принятому в 2007 году генплану. Ремонтируются ранее заброшенные здания, создаются места для общественного отдыха на набережной.
В 2014 году город был награждён премией All-America City Award (с англ. — «Всеамериканский город») присуждаемой Национальной гражданской лигой, которую неофициально называют «Нобелевской премией за конструктивное гражданство» и которая выдается за активную гражданскую позицию жителей некорпоративных сообществ Соединённых Штатов в жизни местного самоуправления.

## География и климат
Монтгомери расположен на прибрежной равнине Мексиканского залива, на реке Алабама. Площадь города составляет 404,5 км², из них на сушу приходится 402,4 км².
Город расположен в зоне субтропического океанического климата, с типичными для этого региона длинным, жарким и дождливым летом, короткой умеренно-прохладной зимой, мягкими весной и осенью. Снегопады редки и случаются раз в несколько лет.
| Показатель                    | Янв.  | Фев.  | Март | Апр. | Май  | Июнь | Июль | Авг. | Сен. | Окт. | Нояб. | Дек. | Год   |
| ----------------------------- | ----- | ----- | ---- | ---- | ---- | ---- | ---- | ---- | ---- | ---- | ----- | ---- | ----- |
| Абсолютный максимум, °C       | 28,3  | 29,4  | 32,2 | 34,4 | 37,2 | 41,1 | 41,7 | 41,1 | 41,1 | 37,8 | 30,6  | 29,4 | 41,7  |
| Средний суточный максимум, °C | 14,1  | 16,6  | 20,9 | 24,8 | 28,9 | 32,1 | 33,4 | 33,3 | 30,7 | 25,7 | 20,6  | 15,3 | 24,7  |
| Средняя температура, °C       | 8,1   | 10,3  | 14,2 | 17,8 | 22,4 | 26,1 | 27,7 | 27,5 | 24,6 | 18,8 | 13,6  | 9,2  | 18,4  |
| Средний суточный минимум, °C  | 2,1   | 4,0   | 7,4  | 10,9 | 15,9 | 20,1 | 21,9 | 21,7 | 18,4 | 11,9 | 6,6   | 3,0  | 12,0  |
| Абсолютный минимум, °C        | −17,8 | −20,6 | −8,3 | −2,2 | 4,4  | 8,9  | 15,0 | 13,3 | 3,9  | −3,3 | −10,6 | −15  | −20,6 |
| Норма осадков, мм             | 118   | 134   | 151  | 102  | 90   | 103  | 133  | 101  | 101  | 74   | 117   | 123  | 1347  |
| Источник: «Погода и Климат»   |       |       |      |      |      |      |      |      |      |      |       |      |       |

## Население
Согласно переписи 2010 года, население Монтгомери составляло 205 764 человека, имелось 81 486 домохозяйств.
Расовый состав населения:
- белые - 36,1% (в 1970 - 66%)
- афроамериканцы - 56,6%
- латиноамериканцы - 3,9%
- азиаты - 2,2%

Среднегодовой доход на душу населения - 23 139 долларов США. Средний возраст горожан - 34 года. Уровень преступности в Монтгомери на протяжении десятилетий оставался высоким, что типично для крупных городов Чёрного пояса. Тем не менее, в последние годы городским властям удалось добиться существенного прогресса в этом отношении, и сейчас преступность в Монтгомери лишь немного превышает средненациональный уровень.

## Экономика
Почти четверть экономически активного населения Монтгомери заняты в государственном секторе (включающем различные учреждения федерального, штатного и муниципального уровней). Крупнейшие работодатели города на январь 2011 года:
- авиабаза ВВС США "Максвел" (Maxwell Air Force Base) - 12 280 человек
- штат Алабама - 9 500 человек
- школьный округ Монтгомери - 4 500 человек

Город не потерял и своего промышленного значения, крупный индустриальный комплекс работает в Ист-Монтгомери (англ. East Montgomery). Машиностроение, пищевая промышленность, переработка хлопка. Торговый центр. Крупный железнодорожный узел (депо, производство локомотивов и вагонов). В пригороде база ВВС Максуэлл. Пять крупных колледжей, в том числе университет штата. Влиятельная газета «Монтгомери эдвертайзер» (англ. Montgomery Advertiser), основанная в 1828. 14 театров, балет.

## Транспорт
Монтгомери обслуживается небольшим муниципальным аэропортом Montgomery Regional Airport (IATA: MGM, ICAO: KMGM), расположенным в 10 километрах к юго-западу от центра города, откуда выполняются регулярные пассажирские рейсы в Атланту, Даллас и Шарлотт.
Через город проходит несколько железнодорожных путей, но пассажирское сообщение не осуществляется.
Основные дороги, проходящие через Монтгомери: межштатные шоссе I-65 и I-85, скоростные дороги US 31, US 80, US 82 и US 231. Междугородное автобусное сообщение осуществляется компанией Greyhound.
Общественный транспорт представлен 16-ю автобусными маршрутами под управлением компании Montgomery Area Transit System.

## Культура
В Монтгомери некоторое время проживал и работал «отец современной музыки кантри» Хэнк Уильямс.

## Достопримечательности
- Капитолий штата, в котором размещалось и законодательное собрание Конфедерации.
- Белый дом Конфедерации.
- Дом Джэферсона Дэвиса.
- Художественный музей.
- Баптистская церковь на Декстер-авеню (англ. Dexter Avenue Church), пастором которой был Мартин Лютер Кинг.
- Здание RSA Tower[англ.], высотой 114 метров — занимает 8-ю строчку в списке самых высоких зданий Алабамы.

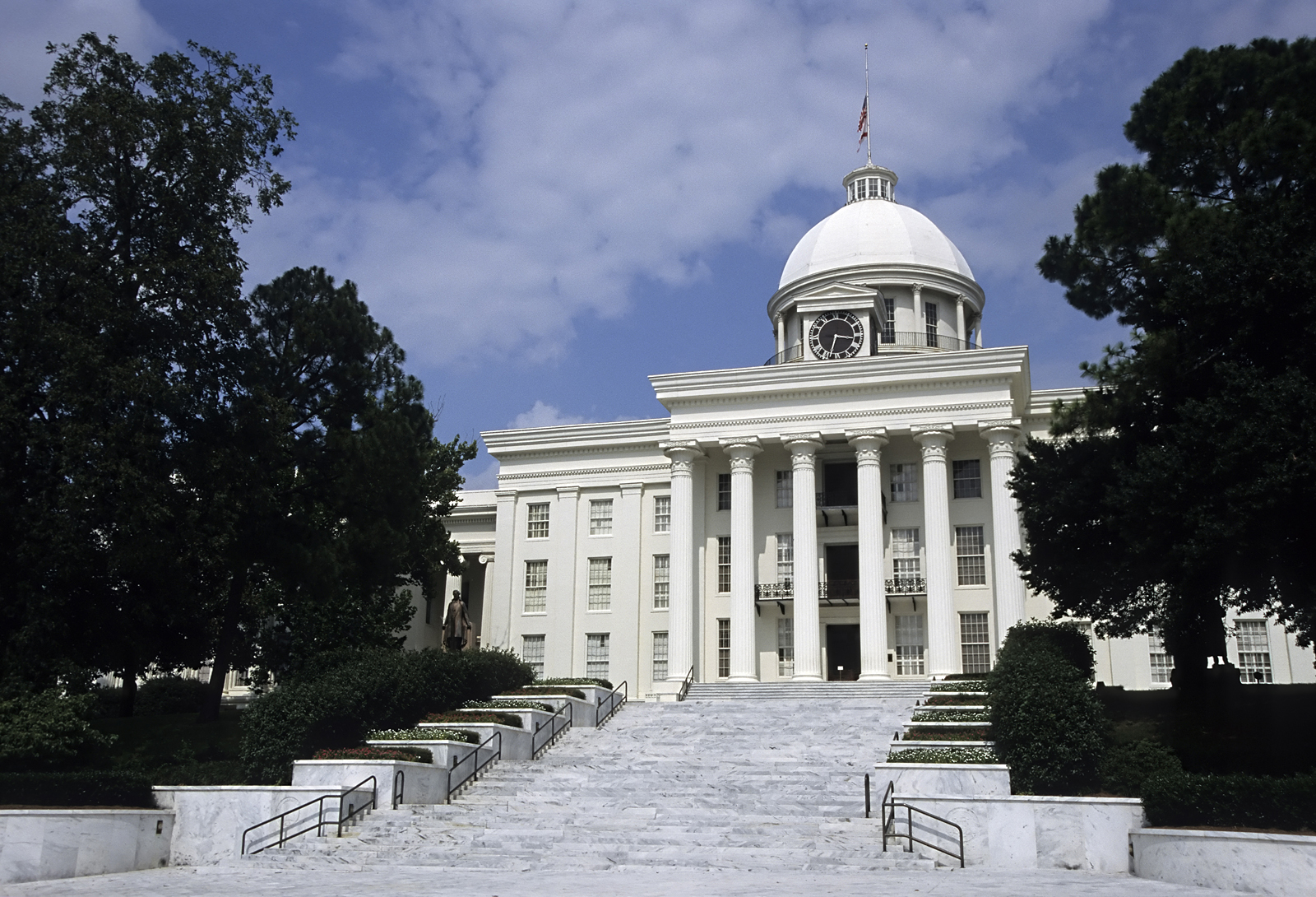
Капитолий штата Алабама
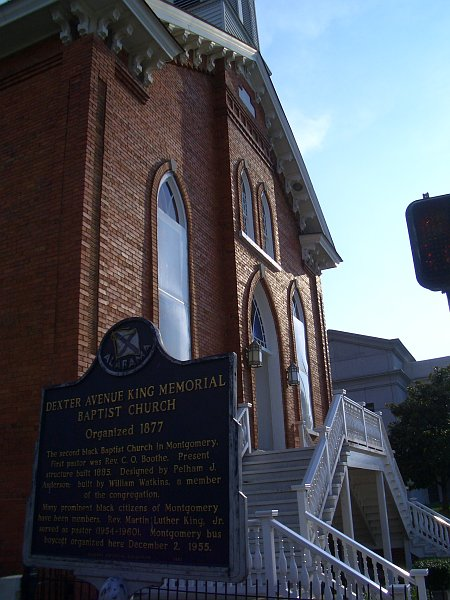
Церковь на Декстер-авеню
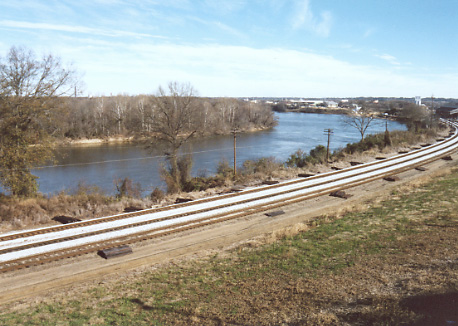
Река Алабама
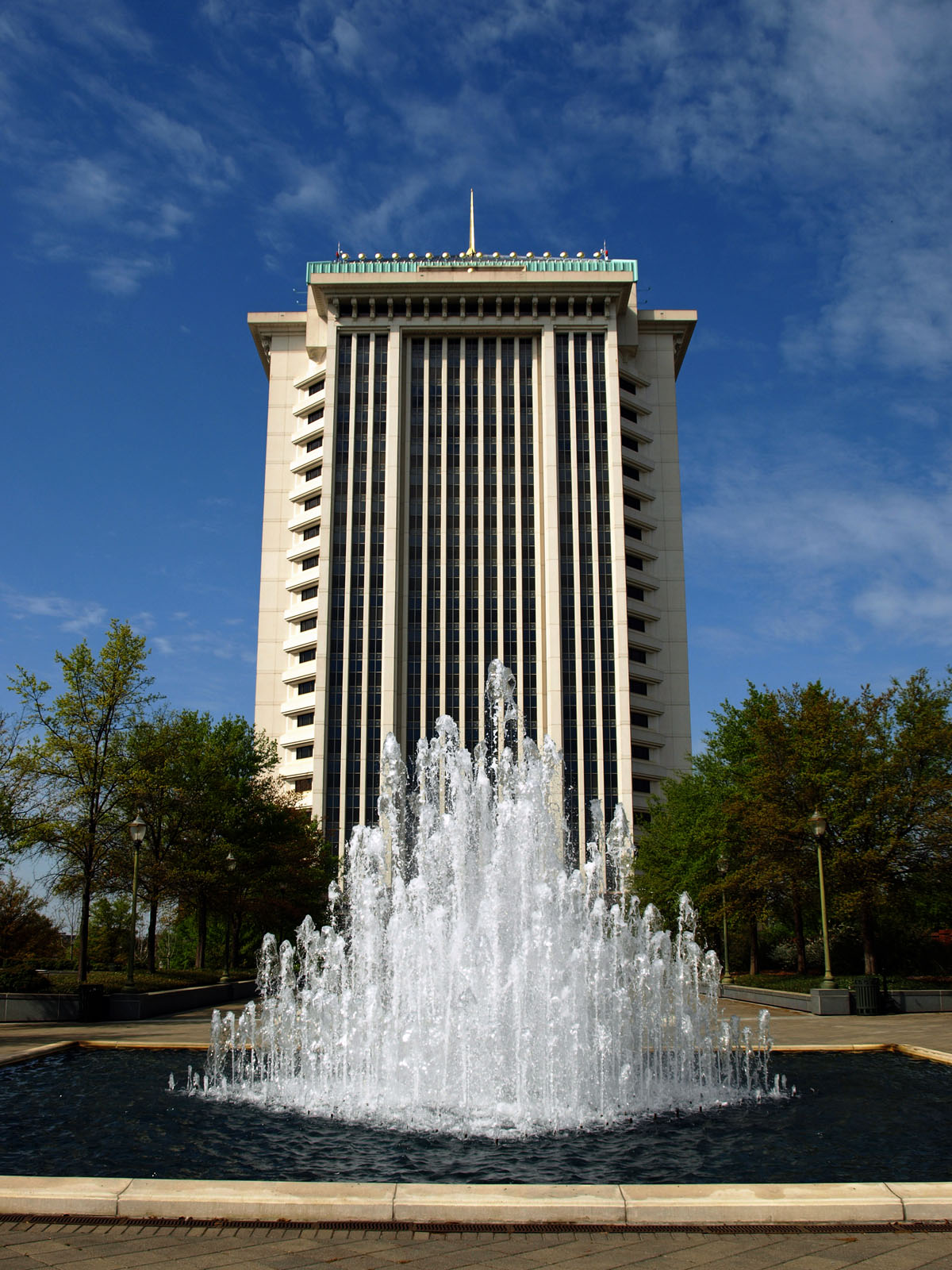
Здание RSA Tower[англ.]